# Harpactea henschi
Harpactea henschi este o specie de păianjeni din genul Harpactea, familia Dysderidae. A fost descrisă pentru prima dată de Kulczynski, 1915. Conform Catalogue of Life specia Harpactea henschi nu are subspecii cunoscute.